# Patrick Todd
Patrick Todd –conocido como Pat Todd– (Danbury, 14 de noviembre de 1979) es un deportista estadounidense que compitió en remo. Ganó dos medallas en el Campeonato Mundial de Remo, en los años 2003 y 2008, ambas en la prueba de ocho con timonel ligero.

## Palmarés internacional
| Campeonato Mundial | Campeonato Mundial   | Campeonato Mundial | Campeonato Mundial      |
| Año                | Lugar                | Medalla            | Prueba                  |
| ------------------ | -------------------- | ------------------ | ----------------------- |
| 2003               | Milán (Italia)       | Medalla de plata   | Ocho con timonel ligero |
| 2008               | Ottensheim (Austria) | Medalla de oro     | Ocho con timonel ligero |